# Hinterweidenthal

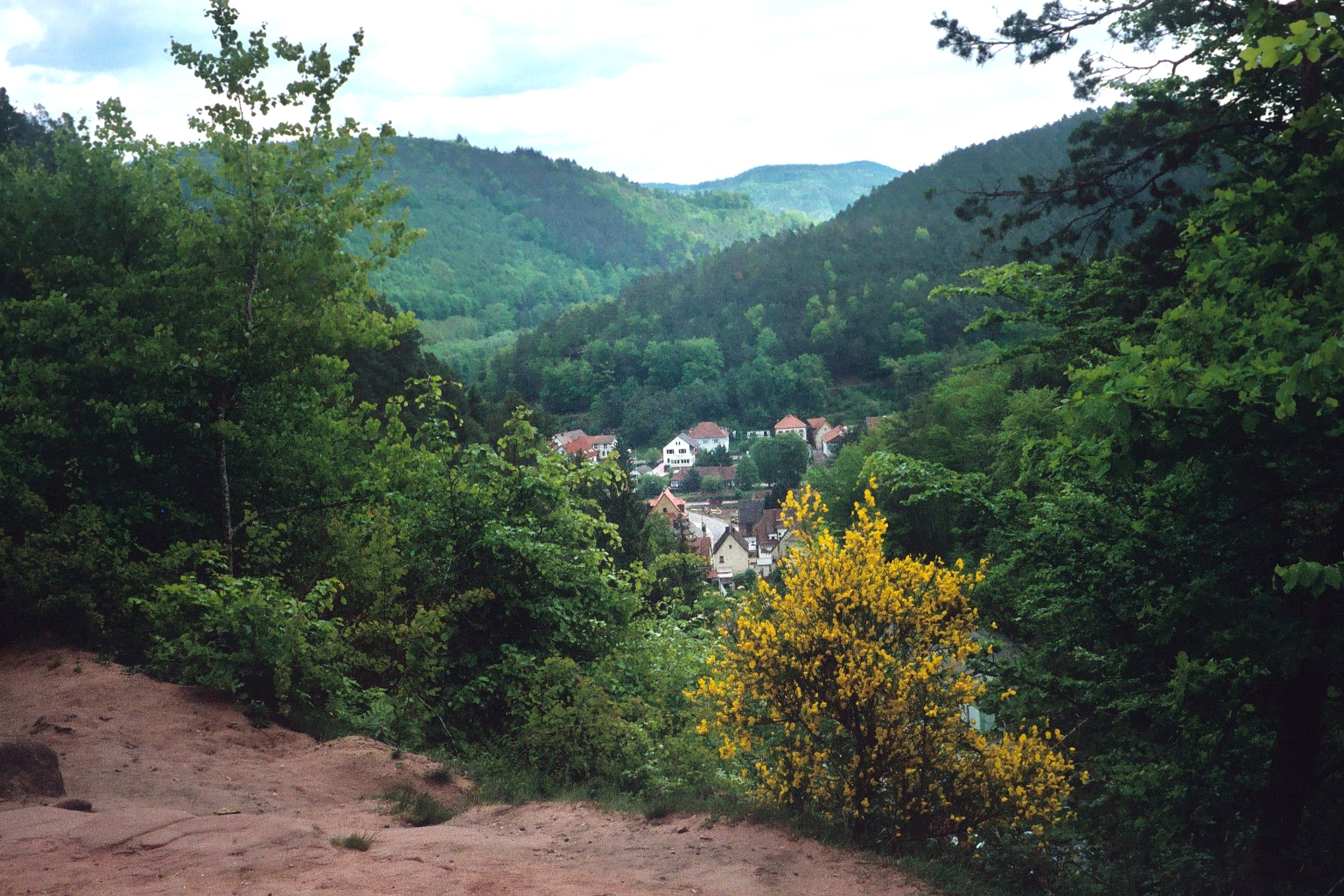
Blick auf Hinterweidenthal

Die Ortsgemeinde Hinterweidenthal ist ein staatlich anerkannter Erholungsort im Landkreis Südwestpfalz in Rheinland-Pfalz. Hinterweidenthal gehört der Verbandsgemeinde Hauenstein an, innerhalb derer sie gemessen an der Einwohnerzahl die zweitgrößte Ortsgemeinde darstellt.

## Geographie

### Lage
Hinterweidenthal liegt am nördlichen Rand des Wasgaus, der den Südteil des Pfälzerwaldes umfasst, etwa acht Kilometer östlich von Pirmasens und sechs Kilometer westlich von Hauenstein, im sogenannten Dahner Felsenland. Unmittelbar nördlich des Hauptortes liegt zudem der Weiler Kaltenbach. Geologisch gehört Hinterweidenthal zu den sogenannten Rehberg-Schichten. Nachbargemeinden sind – im Uhrzeigersinn – Wilgartswiesen, Hauenstein, Dahn, Lemberg, Ruppertsweiler und Münchweiler an der Rodalb.

### Erhebungen
Auf der Gemarkung von Hinterweidenthal befinden sich mehrere Erhebungen. Unmittelbar westlich des Siedlungsgebiets erstreckt sich der 321 m ü. NN hohe Etschberg. Weitere Berge vor Ort sind der Farreneck (402 m ü. NN), der Wieselberg (397 m ü. NN), der Kleine Mühlenberg (391 m ü. NN), der Glockenhorn (381 m ü. NN), der Hohe Kopf (367 m ü. NN), der Runde Kopf (364 m ü. NN), der Seekopf (357 m ü. NN), der Kornfels (354 m ü. NN), die Ostflanke des Kleinen Bichtenberg (342 m), der Handschuh-Kopf (324 m ü. NN), der Kleine Hellenberg (324 m ü. NN) und an der Gemarkungsgrenze zu Dahn der 274,6 m ü. NN hohe Schweinspieß.

### Gewässer
Durch die Gemeinde fließt die Lauter. Nordwestlich des Siedlungsgebiets mündet der Salzbach in die Lauter, der zuvor nacheinander von links zunächst den Walmersbach, der die Grenze zu Ruppertsweiler markiert, sowie den Kaltenbach aufnimmt, und wenig später der Horbach. Letzterer nimmt zuvor von rechts den Pfaffenbach und von links den Hirtenbach auf. Südöstlich der Bebauung nimmt die Lauter von links den Seebach auf; letzterer nimmt zuvor wiederum von rechts den Mühlenbach auf.

## Geschichte
Im Jahr 1285 befand sich vor Ort ein Lehen, das die Herren von Dahn vom Kloster Hornbach und vom Bistum Speyer erhalten hatten.
Von 1798 bis 1814, als die Pfalz Teil der Französischen Republik (bis 1804) und anschließend Teil des Napoleonischen Kaiserreichs war, war Hinterweidenthal in den Kanton Dahn eingegliedert. 1815 wurde der Ort Österreich zugeschlagen. Bereits ein Jahr später wechselte Hinterweidenthal in das Königreich Bayern. Ab 1818 war der Ort Bestandteil des Landkommissariat Pirmasens, das 1862 in ein Bezirksamt umgewandelt wurde. Am 17. Juni 1849 wurde Hinterweidenthal teilweise Schauplatz des Gefechts bei Rinnthal; dabei hatte sich ein pfälzisches Volkswehr-Bataillon vor den preußischen Truppen von der Gemeinde nach Rinnthal zurückgezogen.
1939 wurde Hinterweidenthal in den Landkreis Pirmasens (ab 1997 Landkreis Südwestpfalz) eingegliedert. Nach dem Zweiten Weltkrieg wurde die Gemeinde innerhalb der französischen Besatzungszone Teil des damals neu gebildeten Landes Rheinland-Pfalz. Im Zuge der ersten rheinland-pfälzischen Verwaltungsreform wurde der Ort Bestandteil der neu geschaffenen Verbandsgemeinde Hauenstein. Zum 1. Januar 1976 wurde der nahe, zuvor zu Wilgartswiesen gehörende Weiler Kaltenbach nach Hinterweidenthal umgemeindet.

## Bevölkerung

### Einwohnerstatistik
Wie in der gesamten Region ist vor Ort ein Bevölkerungsrückgang zu beobachten. 2004 betrug die Einwohnerzahl 1719. Ende 2007 war sie auf 1659 gesunken. 2019 lebten 1559 Menschen in Hinterweidenthal. 2024 lebten 1566 Menschen in Hinterweidenthal. 

### Konfessionsstatistik
Mit Stand Juni 2005 waren 52,8 % der Einwohner evangelisch und 35,1 % katholisch. Die übrigen 11,1 % gehörten einer anderen Glaubensgemeinschaft an oder waren konfessionslos. Der Anteil der Protestanten und Katholiken an der Gesamtbevölkerung ist seitdem jährlich um 1 Prozentpunkt gesunken. Mit Stand Dezember 2024 waren von den Einwohnern 38,9 % evangelisch und 30,0 % katholisch; 31,1 % gehörten sonstigen oder keinen Glaubensgemeinschaften an.

## Politik

### Gemeinderat
Der Gemeinderat in Hinterweidenthal besteht aus 16 Ratsmitgliedern, die bei der Kommunalwahl am 9. Juni 2024 in einer personalisierten Verhältniswahl gewählt wurden, und dem ehrenamtlichen Ortsbürgermeister als Vorsitzendem.
Die Sitzverteilung im Gemeinderat:
| Wahl | SPD | CDU | FWG | WGS * | WGR | Gesamt   |
| ---- | --- | --- | --- | ----- | --- | -------- |
| 2024 | 2   | 6   | 5   | 3     | –   | 16 Sitze |
| 2019 | 2   | 5   | 9   | –     | –   | 16 Sitze |
| 2014 | –   | 5   | 11  | –     | –   | 16 Sitze |
| 2009 | –   | 7   | 9   | –     | –   | 16 Sitze |
| 2004 | –   | –   | 10  | –     | 6   | 16 Sitze |

### Bürgermeister
Georg Eitel wurde am 10. Juli 2024 Ortsbürgermeister von Hinterweidenthal. Bei der Stichwahl am 23. Juni 2024 hatte er sich mit einem Stimmenanteil von 54,58 % durchgesetzt, nachdem bei der Direktwahl am 9. Juni keine der ursprünglich vier Bewerbungen eine ausreichende Mehrheit erreichen konnte.
Eitels Vorgängerin Barbara Schenk (FWG) hatte das Amt 1999 übernommen. Nach 25 Jahren als Ortsbürgermeisterin trat sie 2024 nicht erneut an.

### Wappen
| Wappen von Hinterweidenthal | Blasonierung: „Geteilt und oben gespalten, oben rechts von Silber und Blau geweckt, oben links in Rot ein silberner Adler, unten in Gold ein grüner Weidenbaum.“ |
| Wappen von Hinterweidenthal | Wappenbegründung: Die Wecken verweisen auf die einstige Zugehörigkeit zu Bayern und der Adler auf die Herren von Dahn, die einst über den Ort herrschten. Durch den Weidenbaum wird es zum „sprechenden Wappen“. Es wurde 1960 vom Mainzer Innenministerium genehmigt. |

## Kultur und Sehenswürdigkeiten

### Kulturdenkmäler

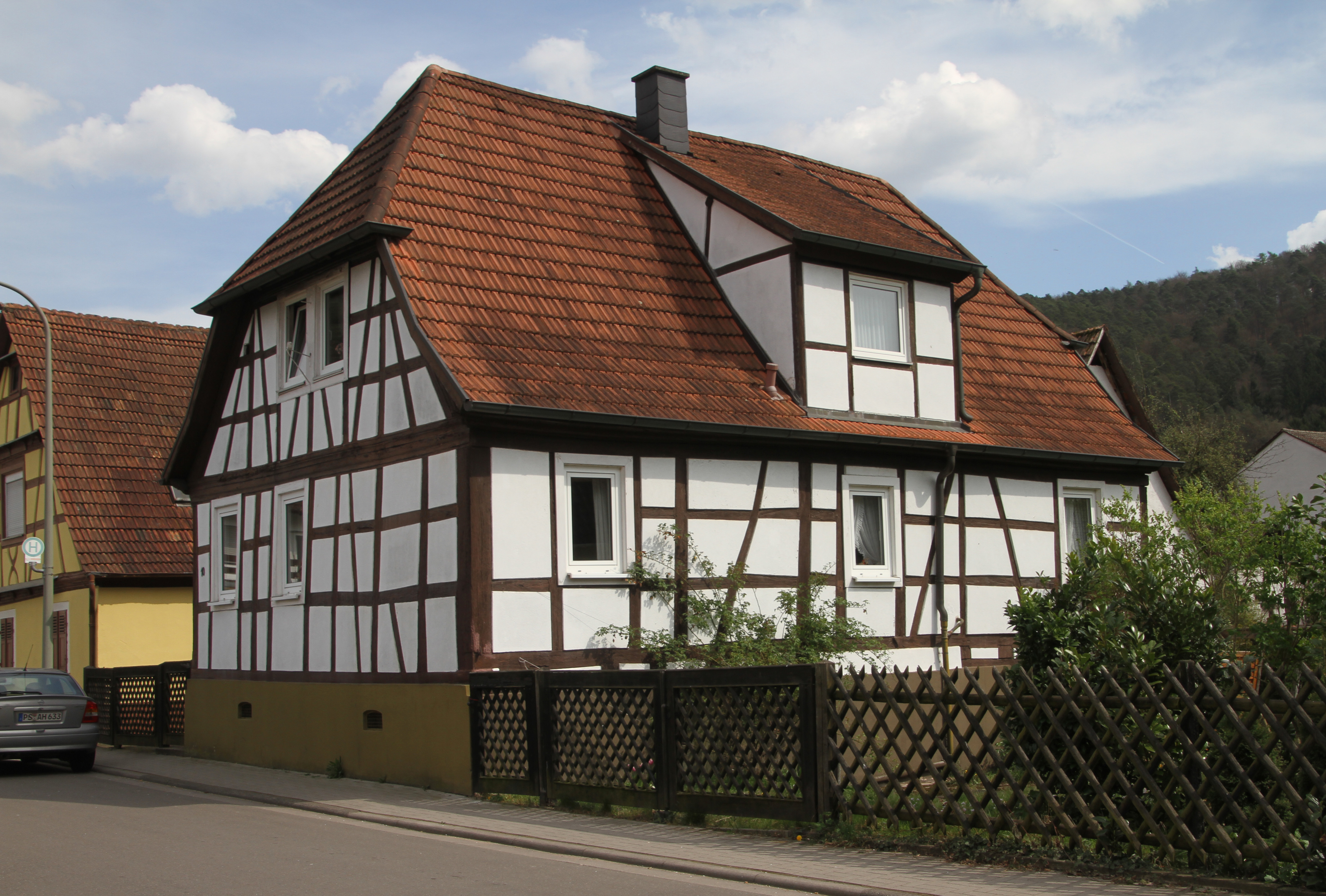
Denkmalgeschütztes Fachwerkhaus

In Hinterweidenthal befinden sich insgesamt 31 Objekte, die unter Denkmalschutz stehen, darunter die beiden Kirchen sowie die Kriegerdenkmäler in der örtlichen Hauptstraße. Sie erinnern an unterschiedliche militärische Auseinandersetzungen wie dem Deutsch-Dänischen Krieg, dem Deutschen Krieg, dem Deutsch-Französischen Krieg und dem Ersten Weltkrieg.

### Planetenwanderweg
Entlang der Wieslauter wurde 2006 ein Planetenwanderweg angelegt, der modellhaft die Entfernungen innerhalb des Sonnensystems darstellt. Er beginnt am Ortsende von Hinterweidenthal und endet mit dem Zwergplaneten Pluto erst am Ortseingang des zehneinhalb Kilometer entfernten Bruchweiler.

### Natur

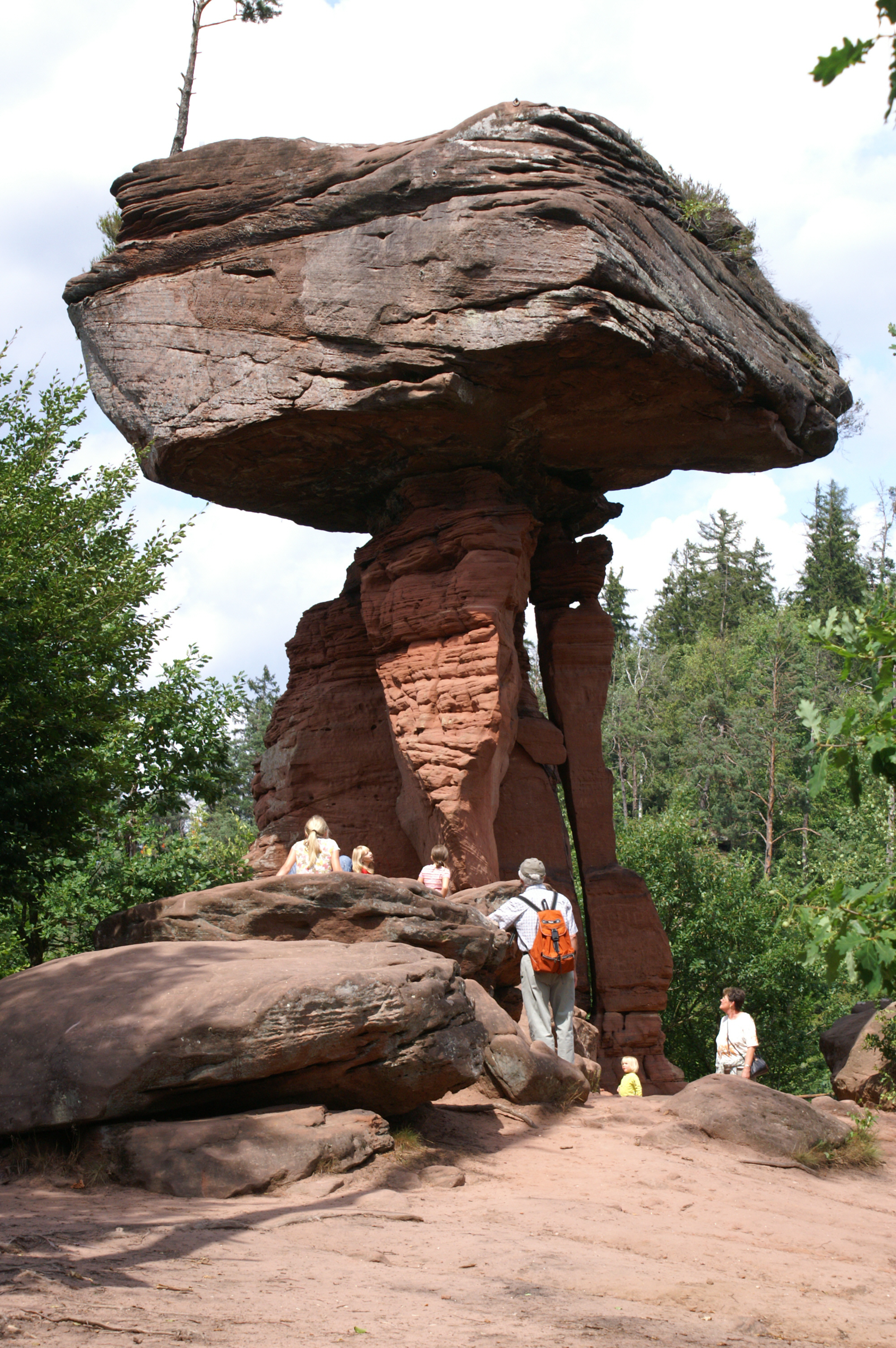
Teufelstisch

Die Ortsgemeinde liegt im Naturpark Pfälzerwald, der wiederum zum Biosphärenreservat Pfälzerwald-Vosges du Nord gehört. Hinterweidenthal ist darüber hinaus Bestandteil des Klettergebiets Pfälzer Wald. Vor Ort existieren insgesamt fünf Objekte, die als Naturdenkmale ausgewiesen sind, darunter die Felsformationen Teufelstisch, Rappenfelsen und Heufels.

### Folklore
Um den Teufelsfelsen existiert eine Sage.

### Feste
Alljährlich wird im September auf dem Dorfplatz, dem sogenannten Dreschplatz der deutsch-französische Bauernmarkt veranstaltet. Dort besteht die Möglichkeit, landwirtschaftliche Produkte von örtlichen Erzeugern zu erwerben; darüber hinaus werden ebenfalls historische Landwirtschaftsmaschinen ausgestellt.

### Vereine
Vor Ort existiert der SV Hinterweidenthal, der unter anderem Fußball anbietet und der am Fußball-Südwestpokal 2017/18 teilnahm.

## Infrastruktur

### Wirtschaft
Aufgrund der geographischen Gegebenheiten dominierte vor Ort jahrhundertelang die Forst- und Holzwirtschaft. Zudem ist die Gemeinde Sitz eines Forstamtes. In den 1950er Jahren entstand im Südwesten des Ortes ein Treibstofflager der NATO, das 1992 aufgegeben wurde. Auf dem Gelände steht mittlerweile ein Gewerbepark. Darüber hinaus existiert vor Ort mit dem Brauhaus Ehrstein eine Brauerei.

### Verkehr
Schiene

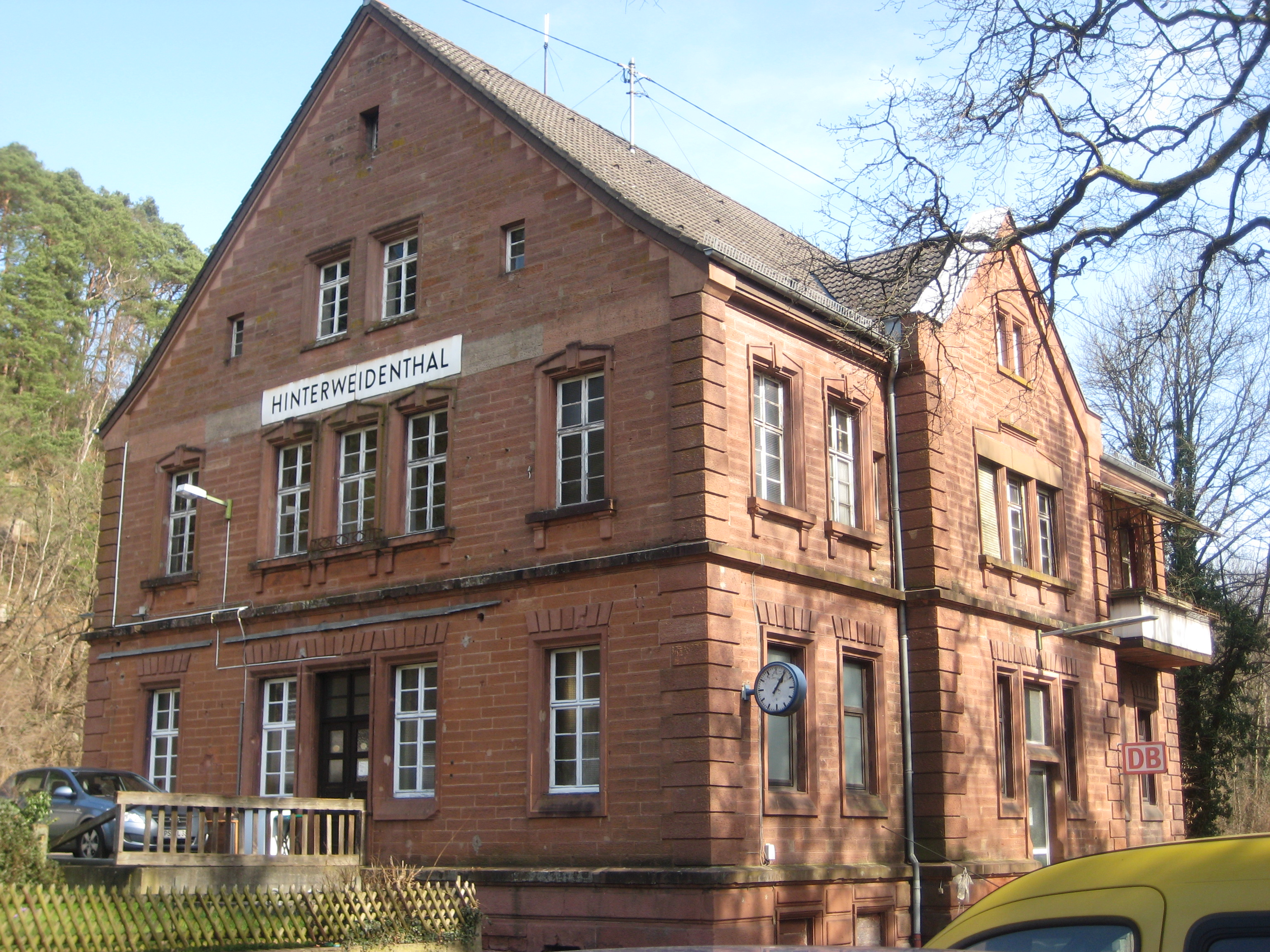
1875 eröffneter Haltepunkt Hinterweidenthal an der Bahnstrecke Landau–Rohrbach

Hinterweidenthal ist seit 1875 über die Bahnstrecke Landau–Rohrbach an das Schienennetz angebunden. Im damals zu Wilgartswiesen gehörenden Ortsteil Kaltenbach entstand der Bahnhof Hinterweidenthal-Kaltenbach, der später in Kaltenbach (Pfalz) umbenannt wurde und schließlich seinen heutigen Namen Hinterweidenthal erhielt.
Im 1911 errichteten Bahnhof Hinterweidenthal Ost zweigt die im selben Jahr eröffnete Wieslauterbahn, eine eingleisige Nebenbahn, nach Bundenthal-Rumbach ab, die an ihr mit Hinterweidenthal Ort zudem einen ortsnahen Halt besitzt. Pläne, die Strecke bis nach Weißenburg durchzubinden, wurden durch den Ausbruch des Ersten Weltkriegs vereitelt. Auf der Wieslauterbahn wurde der Personenverkehr 1966 beziehungsweise 1976 eingestellt; damit einhergehend wurde der Abzweigbahnhof für die Personenbeförderung aufgelassen. Die Aufgabe des Güterverkehrs folgte 1995. Seit 1997 findet auf ihr in den Sommermonaten an Sonn- und Feiertagen wieder ein fahrplanmäßiger Ausflugsverkehr statt. Die Trasse wurde zeitweise seitens der Stadt Dahn für eine innerörtliche Entlastungsstraße beansprucht. Bis 2017 wurde die Trasse jedoch von der Albtal-Verkehrs-Gesellschaft gepachtet.
Der Haltepunkt Hinterweidenthal an der Hauptstraße wird von Regionalbahnen der Linie RB 55 bedient, die zwischen Landau und Pirmasens verkehren. Die Bedienung des Abzweigbahnhofs Hinterweidenthal Ost erfolgt ausschließlich zu den Verkehrszeiten der Wieslauterbahn, die als RB 56 verzeichnet ist.
Straße

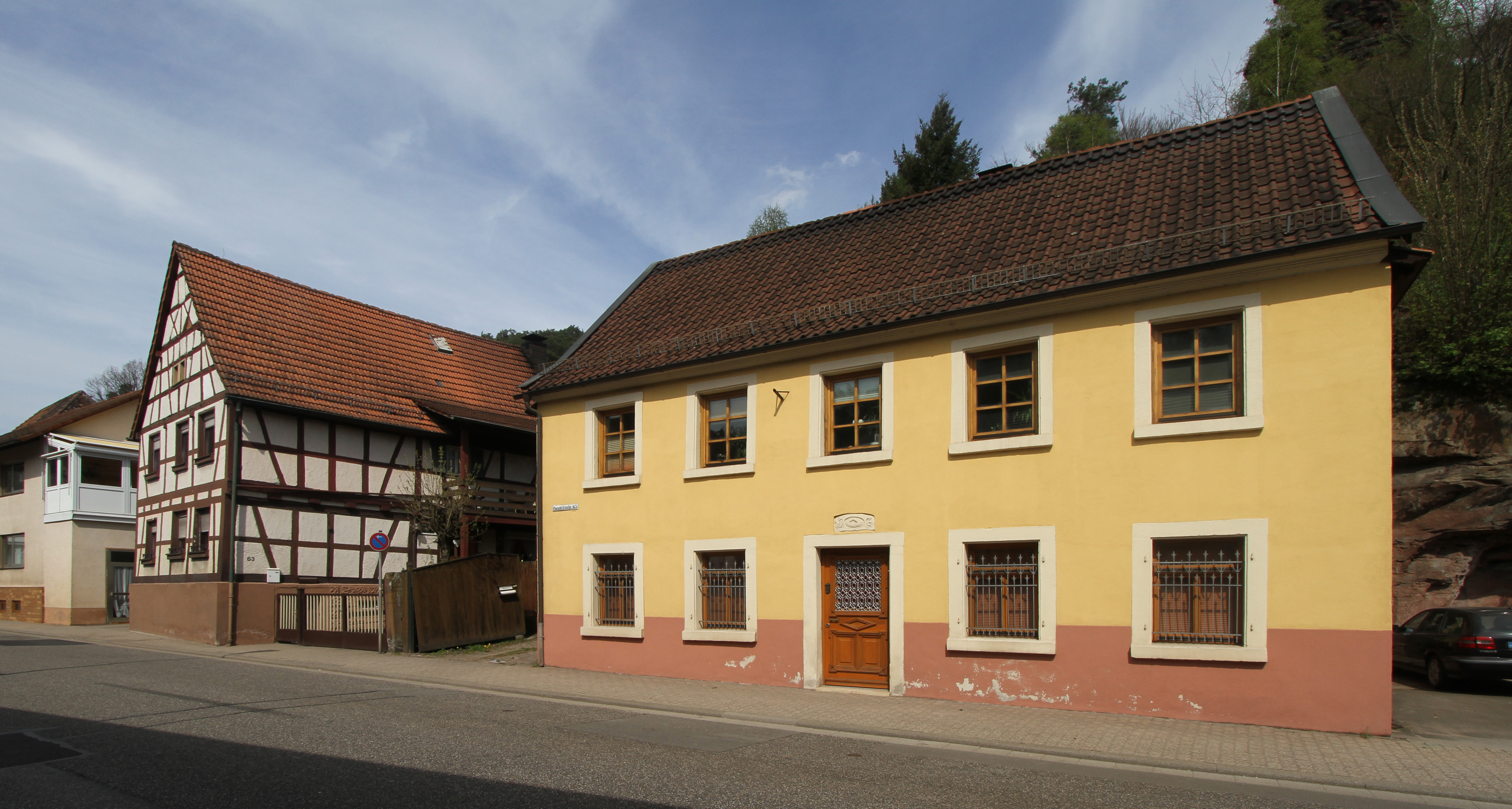
Bundesstraße 427 innerhalb von Hinterweidenthal

Bereits im Mittelalter war Hinterweidenthal über eine Salzstraße an das überregionale Verkehrsnetz angebunden, die von Château-Salins bis in die Rheinebene führte.
Die Ortsgemeinde fungiert als Ausgangsort und Park-und-ride-Station für viele Berufspendler, die aus der Verbandsgemeinde Dahner Felsenland Richtung Pirmasens oder Landau in der Pfalz fahren. Zudem zweigt an der Anschlussstelle Salzwoog/Hinterweidenthal die Bundesstraße 427, die über Dahn und Bad Bergzabern bis nach Kandel führt, von der Bundesstraße 10 ab; letztere verbindet die Gemeinde mit Landau in der Pfalz sowie Pirmasens.
Von der Bundesstraße 427 zweigen außerdem die Landesstraße 486 über Salzwoog nach Pirmasens sowie die Landesstraße 487 nach Fischbach bei Dahn ab.
Die Gemeinde ist zusätzlich über die montags bis freitags verkehrende Buslinie 252 des Verkehrsverbundes Rhein-Neckar, die von Hauenstein nach Wissembourg verläuft, an das Nahverkehrsnetz angeschlossen.

### Tourismus

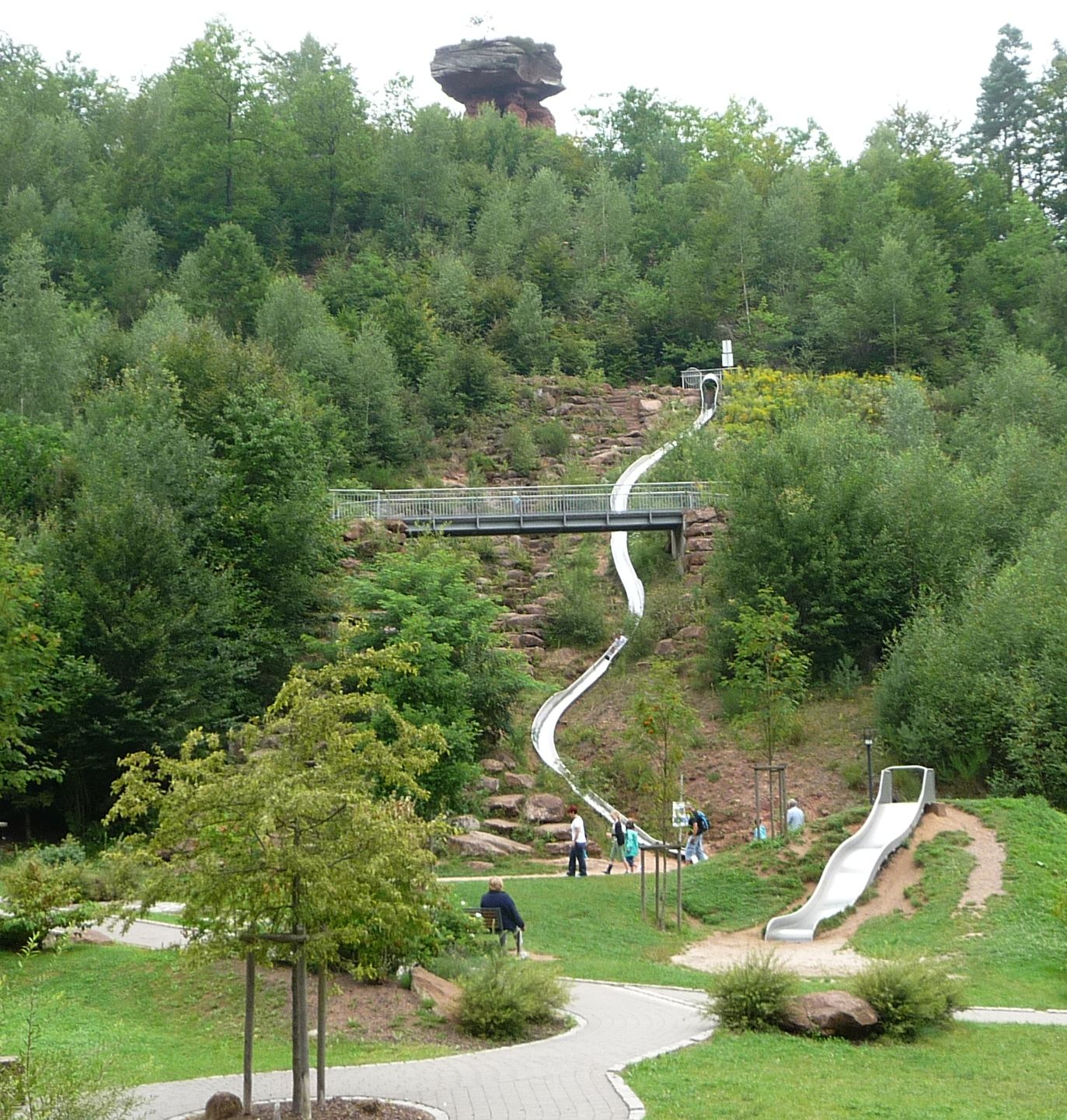
Erlebnispark Teufelstisch

Hinterweidenthal ist Ausgangspunkt für verschiedene Rad- und Wanderwege durch den Pfälzerwald, beispielsweise der Pfälzerwald-Tour nach Kaiserslautern und des Pamina-Radweg Lautertal nach Neuburg am Rhein. Darüber hinaus liegt die Ortsgemeinde am Pirminius-Radweg, der von Wilgartswiesen nach Hornbach verläuft. Die Tour 12 des Mountainbikeparks Pfälzerwald führt unter anderem durch die östliche Waldgemarkung Hinterweidenthals. Am Teufelstisch wurde mit dem Erlebnispark Teufelstisch außerdem ein Modellspielplatz angelegt.
Durch die Gemeinde verlaufen der mit einem roten Balken markierte Fernwanderweg Donnersberg–Donon und mehrere weitere Wanderwege, von denen einer mit einem blau-roten Balken markiert ist und von Kirchheimbolanden nach Pirmasens verläuft und der andere mit einem gelben Punkt vom Kettrichhof nach Dahn. Hinzu kommt einer, der mit einem grün-gelben Balken markiert ist und der von Kirchheimbolanden bis nach Hirschthal führt.

## Persönlichkeiten

### Söhne und Töchter der Gemeinde
- Wolfgang Leschhorn (* 1950), Althistoriker und Numismatiker

### Personen, die am Ort gewirkt haben
- Johann Wilhelm Hannitz (~1713–1792), hochstift-speyerischer Oberförster, starb vor Ort
- Heinrich Hartz (1886–1965), katholischer Priester, lebte ab dem Frühjahr 1965 in Hinterweidenthal
- Hans Jörg Duppré (* 1945), Politiker (CDU), wohnt vor Ort